# Ratchet and Clank: Nexus
Ratchet and Clank: Nexus (intitulé Ratchet and Clank: Into the Nexus en version originale) est un jeu vidéo de plates-formes et de tir en vue à la troisième personne développé par Insomniac Games et édité par Sony Interactive Entertainment, sorti sur PlayStation 3 en 2013. Il s'agit du douzième opus de la série Ratchet and Clank sur console et le dixième développé par Insomniac Games.
Le jeu revient aux racines de la série, tout en terminant l'arc narratif entamé par la série « future » depuis Opération Destruction en 2007. Ce qui signifie un retour aux mécaniques d'exploration, quelque peu délaissées dans les deux opus qui l'ont précédé, All 4 One et Q-Force, respectivement tournés davantage vers la coopération et le tower-defense.

## Trame

### Univers
Ratchet and Clank: Nexus (et par extension, toute la série) se déroule dans un univers de science-fiction humoristique, original et coloré, à l'échelle d'une galaxie fictive. Le contexte temporel n'est pas mentionné. 
Le jeu se déroule dans la galaxie de Polaris. Les deux protagonistes sont amenés à voyager au cœur de Polaris, en particulier dans le secteur de Zarkov, lequel s'est entièrement vidé de ses habitants depuis qu'il a été déclaré hanté, sans plus de précision.
Ratchet et Clank évoluent alors de planètes en planètes qui sont dépouillés de vie, mais présentant des environnements divers et variés. Le duo est ainsi amené à explorer Yerek, une planète au climat tempéré, où la nature est redevenu maître des lieux comme l'atteste son orphelinat abandonné et sa ville inhabitée. Ils foulent également le sol de la planète volcanique Kragg, de la planète océanique Silox dont sa capitale est entièrement déserte, et de la planète marécageuse Thram.

### Personnages
Ratchet est un lombax.
Clank est un robot gardien de l'horloge et du temps (mais il a donné son titre a Sigmund).
Ils sont tous les deux les protagonistes du jeu.

### Contexte
Le jeu prend place après les événements de Ratchet and Clank: A Crack in Time, dans la galaxie de Polaris. Cette dernière est devenue la galaxie de prédilection de la série « future » depuis la parution de Ratchet and Clank: Opération Destruction en 2007.

### Histoire
Six mois avant le début de l'histoire, Vendra et Neftin Prog ont attaqué Pollyx Industries et enlevé le PDG Pollyx. Tandis que Neftin est parvenu à prendre la fuite avec l'otage, sa sœur Vendra a été capturée par les autorités de Polaris. Talwyn Apogée, devenue commandant des forces défensives de Polaris, charge Ratchet, Clank, Cronk et Zephyr d'escorter Vendra jusqu'au centre de détention de Vartax à bord du vaisseau de détention Nébulox VII en leur demandant de se méfier d'elle à cause de sa nature froide et insensible.
Après avoir réparé un dysfonctionnement provoqué par Vendra via ses pouvoirs, le vaisseau est attaqué par les Thugs-4-Less ; un groupe de mercenaires auxquels Ratchet et Clank ont déjà eu affaire par le passé, engagés par Neftin Prog pour libérer sa sœur. Les quatre amis sont toutefois maîtrisés par les deux jumeaux. Vendra fait exploser le Nebulox avec ses anciens geôliers à l'intérieur à l'aide des bombes mises en place par les Thugs, malgré les réticences de son frère à tuer de vieux robots de guerre. Par chance, une dépressurisation permet à Ratchet et Clank d'être expulsé hors du vaisseau mais Cronk et Zephyr meurent dans l'explosion. Les deux survivants s'infiltrent dans un vaisseau des Thugs qui partent sur ordres des Prog sur la planète Yerek.
Sur place, ils annoncent à Talwyn la mort de ses deux gardes du corps qui l'ont élevée. Malgré les supplications de la markazienne, Ratchet veut régler cette histoire avant de rentrer à Meridian City. Après fouilles des lieux, classés hantés et dont la population a été évacuée il y a plusieurs années, il retrouve Pollyx, surveillé par les Thugs, qui dote Clank de la capacité d'utiliser des failles dimensionnelle pour aller dans une dimension appelé Netherverse, qui semble intéresser les jumeaux Prog. Ils trouvent également un ancien orphelinat où Neftin et Vendra ont grandi. Ils comprennent progressivement que ce sont les jumeaux qui ont fait en sorte que la région soit évacuée pour pouvoir mené leurs expériences sur le Netherverse tranquillement.
Vendra, qui a toujours voulu retrouver sa famille, est persuadée qu'elle et son frère sont des Nethers envoyés accidentellement dans la dimension où ils sont actuellement, d'après les dires de M. Œil, le chef des Nethers. Elle parvient, sous les yeux de Ratchet et Clank, à emmener quelques Nethers à eux avec un Dimensionateur rudimentaire. Néanmoins, sans le vrai Dimensionateur créé par les lombax durant la Grande Guerre, il est impossible de créer un portail suffisamment puissant pour permettre à M. Œil de quitter le Netherverse. Vendra utilise alors la centrale électrique de la planète Silox, dont elle et Netfin ont également forcé l'évacuation de la population, pour créer une quantité d'électricité statique suffisante pour ouvrir une faille assez grande. Néanmoins, une fois les Nethers dans la galaxie de Polaris, ils la jettent dans le Netherverse après que M. Œil lui révèle qu'elle n'a jamais été qu'un pion.
Pour sauver sa sœur, Neftin accepte de se rendre aux autorités une fois les Nethers renvoyés dans leur dimension en échange de l'aide de Ratchet et Clank. Les Nethers cherchent en effet à détruire le véritable Dimensionateur, seul objet capable de les renvoyés chez eux et qui se trouve au musée de Meridian City depuis qu'il ne fonctionne plus à la suite des évènements de Ratchet and Clank : Opération Destruction. Ratchet et Clank parviennent à mettre la main dessus avant que les Nethers ne donnent l'assaut sur Meridian City. Alors que Neftin le répare avec l'aide de Pollyx, Ratchet affronte M. Œil et Clank rentre dans le Netherverse où il libère Vendra. Le Dimensionateur en état de fonctionner, Neftin créé un passage permettant à Vendra et Clank de revenir du Netherverse avant de créer un gigantesque portail vers cette dimension qui absorbe les Nethers. Vendra use jusqu'aux extrêmes limites de ses pouvoirs donnés par les Nethers pour permettre au Dimensionateur de maintenir le portail massif suffisamment longtemps pour absorber le chef des Nethers.
La bataille terminée et les retrouvailles entre les Prog passées, Neftin oblige sa sœur à se rendre aux autorités, tel qu'il l'avait promis, malgré les protestations de cette dernière qui ne peut que s'y résoudre après la perte de ses pouvoirs. Le Dimensionateur étant à nouveau hors d'état de marche à la suite du gigantesque portail qu'il a généré, Clank demande à Ratchet s'il chercherait à trouver les lombax s'il le pouvait. Il lui répond que bien qu'avant il aurait dit oui sans hésiter, il estime que sa place est maintenant ici en regardant Talwyn, dont ils sont les dernières personnes qu'il lui reste. Alors que Ratchet et Talwyn quitte la pièce où se trouve la statue commémorative de Cronk et Zephyr au musée, Clank se retourne et prend le Dimensionateur défectueux.

## Système de jeu
Ratchet and Clank: Nexus est un jeu d'action, de plates-formes, de puzzle et de tir en vue à la troisième personne. Le jeu est entièrement solo, sans réelles fonctionnalités multijoueur. Le joueur est amené à voyager de planète en planète tout en éliminant les ennemis se dressant sur son chemin par le biais d'une collection d'armes et de gadgets farfelus.

## Développement
Ratchet and Clank: Nexus est développé par Insomniac Games, fondé en 1994 et basé aux États-Unis, qui est le studio mère de la franchise Ratchet and Clank. En effet, avec cet opus, les développeurs américains s'adonnent sur un nouvel épisode de la saga, lequel conclut l'arc narratif de la série « future ». Cette dernière avait débuté par la sortie sur PlayStation 3 de Ratchet and Clank: Opération Destruction (2007) ; puis avait poursuivi par l'extension Ratchet and Clank: Quest for Booty (2008) et après, par la parution de Ratchet and Clank: A Crack in Time (2009). Insomniac Games s'engage vers un retour aux sources, en développant un jeu solo, alors qu'il s'était expérimenté vers des idées différentes en sortant deux opus dérivés : Ratchet and Clank : All 4 One, un jeu coopératif à 4 joueurs en 2011 ; et Ratchet and Clank : Q-Force en 2012, un jeu axé sur des mécaniques de tower defense hybride entre la coopération jusqu'à trois joueurs et le solo.  Par ailleurs, les scénarios des deux jeux ne s'inscrivaient pas dans l'histoire de la série « future ». Ainsi, selon le game designer de la série, Brian Allgeier, « le moment était venu de revenir à la série de base ».
C'est principalement sur les médias sociaux que Sony et Insomniac travaillent de concert pour teaser le jeu à l'aide d'images promotionnelles à la teinte violette, qui mettent en valeur un impressionnant portail de la même couleur. Le jeu est annoncé par IGN dans la soirée du 10 juillet 2013 alors qu'un des journalistes a accès à une version preview (sous la forme d'une pre-alpha) du jeu, suffisamment étoffée pour qu'il puisse rendre un avis dessus. Le 3 octobre 2013, Insomniac Games annonce la date de sortie du jeu, alors prévue exclusivement sur PlayStation 3 via un making-of. Des images du jeu sont également présentées lors de la Gamescom de 2013.

### Version PlayStation Vita
Une version pour PlayStation Vita était dans les plans du studio, mais James Stevenson, directeur de la communication du studio, prévenait déjà avant la sortie du jeu sur PlayStation 3, qu'elle ne serait annoncée que lorsqu'elle conviendrait aux standards de la série. Une approche prudente à la suite de la sortie retardée et très controversée de la version portable de Ratchet and Clank: Q-Force.

## Voix françaises
- Cyrille Artaux : Ratchet
- Martial Le Minoux : Clank
- Isabelle Volpé : Vendra Prog
- Olivier Peissel : Neftin Prog
- Hervé Caradec : le capitaine Qwark
- Karine Foviau : Talwyn Apogée
- Gérard Surugue : Cronk
- Alexandre Pottier : Zephyr

## Accueil
- Gameblog : 7/10[7]
- Gamekult : 6/10[8]
- IGN : 8,2/10[9]
- Jeuxvideo.com : 16/20[10]